# Nazionale maschile di cricket dell'Argentina
La nazionale di cricket dell'Argentina è la selezione nazionale che rappresenta l'Argentina nel gioco del cricket.

## Storia

### Le origini
Il cricket fu introdotto in Argentina durante le invasioni britanniche del Río de la Plata, avvenute nel 1806 e nel 1807. Si ritiene che la prima partita di cricket sia stata giocata a San Antonio de Areco da un gruppo di prigionieri britannici catturati dai rivoluzionari criolli.
Nel 1831, l'Argentina era il paese con la più alta presenza di immigrati britannici dopo le nazioni del Commonwealth. La maggior parte di questi immigrati erano commercianti e banchieri che avevano sviluppato le loro attività nell'area del Río de la Plata. Uno dei più noti tra di loro fu James Brittain, un imprenditore che possedeva una residenza a Barracas, dove organizzava partite di cricket. Brittain è inoltre ricordato come il fondatore del Banco de Buenos Aires, la prima banca argentina, istituita durante la presidenza di Bernardino Rivadavia.
La nazionale di cricket argentina fece la sua prima apparizione internazionale nel 1868, affrontando l'Uruguay. Fino alla seconda guerra mondiale, l'Argentina incontrò l'Uruguay in 29 occasioni, vincendo 21 di queste partite. La squadra aveva già giocato contro il Brasile nel 1888 e successivamente contro il Cile nel 1893. In vista della sua prima partita contro il Cile, la nazionale dovette intraprendere un lungo viaggio fino a Santiago, attraversando le Ande a dorso di mulo, un'impresa che richiese circa tre giorni e mezzo.

### Cricket di prima classe
L'Argentina partecipò per la prima volta a una competizione di cricket di prima classe nel 1912, affrontando il Marylebone Cricket Club (MCC). La squadra nazionale argentina disputò una serie di tre partite contro gli ospiti, vincendo il primo incontro, ma perdendo i successivi due. Le formazioni erano composte in gran parte da espatriati britannici, che svolgevano principalmente attività legate alle ferrovie, all'esportazione e all'agricoltura.

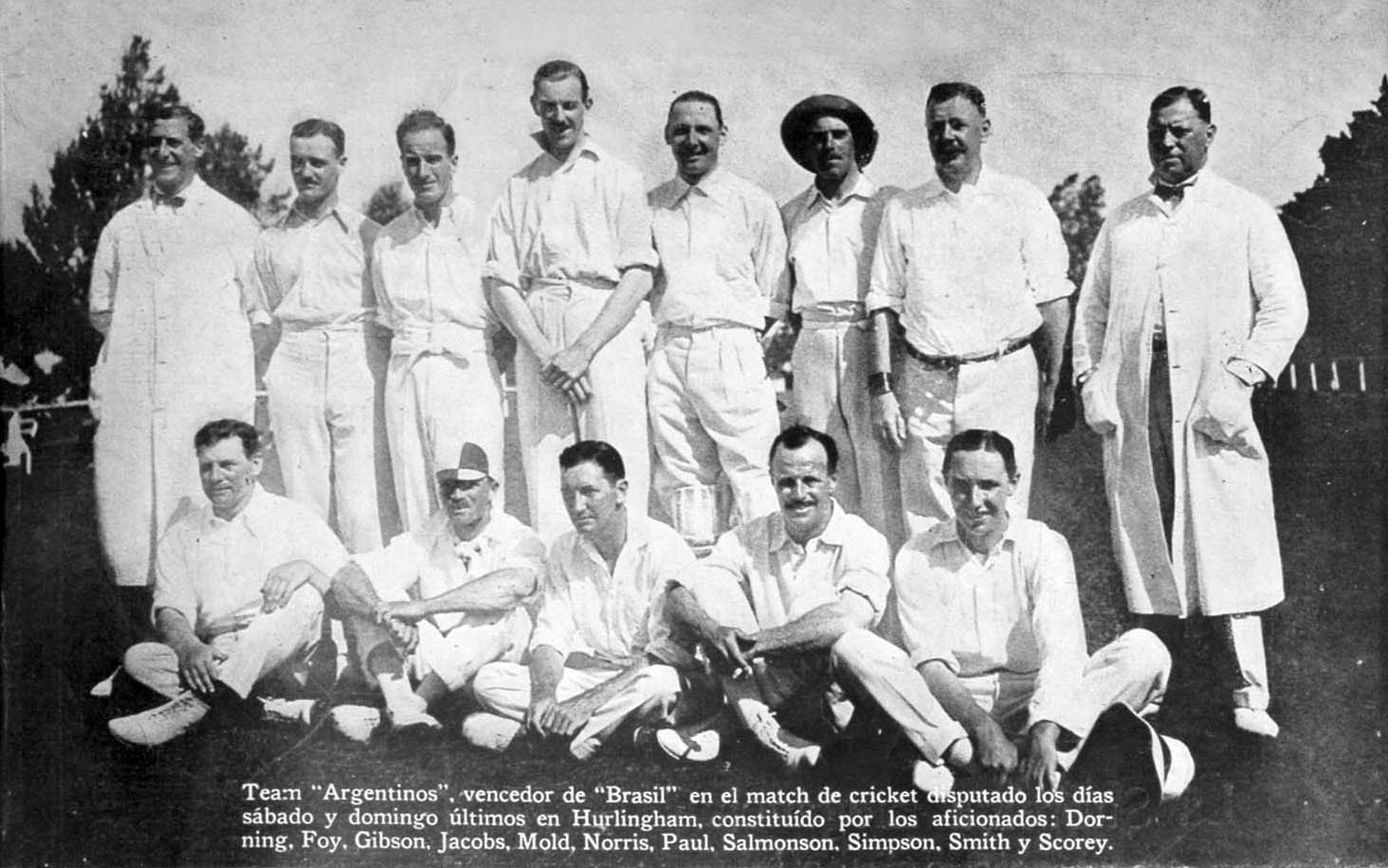
Nazionale argentina nel 1921

Nel periodo tra le due guerre mondiali, il cricket in Argentina rimase un'attività sporadica, con pochi incontri disputati contro il Brasile. Queste partite vennero registrate nei registri di cricket di Wisden. Il cricket di prima classe continuò con incontri contro squadre prestigiose, tra cui una formazione anziana del MCC nel 1926-27, l'XI di Sir Julien Cahn nel 1930 e l'XI di Sir Theodore Brinckman nel 1937-38. Nel corso di questi incontri, l'Argentina non riuscì a ottenere vittorie decisive: la serie contro il MCC terminò con una sconfitta 2-1 e una partita pareggiata. La sfida contro l'XI di Sir Julien Cahn si concluse con due pareggi e una vittoria per gli ospiti nel primo incontro, mentre la serie contro l'XI di Brinckman finì in parità, 1-1. Quest'ultima serie rappresentò l'ultimo coinvolgimento dell'Argentina nelle competizioni di cricket di prima classe fino ad oggi.
Nel 1932, una squadra sudamericana, composta principalmente da giocatori argentini, intraprese un tour in Inghilterra. Durante questa tournée, la squadra disputò sette partite di prima classe, oltre a dodici incontri aggiuntivi.
Nel dicembre del 1938, l'Argentina vinse una serie di due partite contro il Cile. La seconda partita di questa serie si distinse per un episodio particolare: l'argentino Alfred Jackson si trovò a giocare contro suo fratello, John Jackson.
Fino agli anni '50, l'Argentina vantava una scena di cricket di club molto attiva, con squadre di prestigio come Belgrano, Buenos Aires, Lomas e Hurlingham. Questa solida struttura a livello di club contribuì alla formazione di una squadra nazionale relativamente competitiva. Tuttavia, dopo seconda guerra mondiale, diverse formazioni importanti, tra cui quelle ferroviarie, bancarie e la squadra di San Isidro, che in passato aveva avuto un buon livello, si sciolsero. Questo portò a un declino delle prestazioni della squadra nazionale, che raggiunse un livello molto basso. Un esempio di questo declino fu la pesante sconfitta subita contro il Marylebone Cricket Club (MCC) nel 1958-59.

### Le prime partecipazioni internazionali
Nel 1979 l'Argentina partecipò al primo ICC Trophy, terminando all'ultimo posto nel girone A. La squadra perse contro Bermuda, Africa Orientale e Singapore, mentre la partita contro Papua Nuova Guinea fu interrotta a causa di pioggia.
L'Argentina non fu invitata a partecipare al secondo ICC Trophy, che si svolse in Inghilterra nel 1982, a soli due giorni di distanza dalla conclusione della guerra delle Falkland.
Nel 1986, l'Argentina partecipò nuovamente al ICC Trophy, che si tenne in Inghilterra dal 11 giugno al 7 luglio. La squadra argentina fu inserita nel gruppo A, ma non riuscì a ottenere vittorie, perdendo tutte le partite contro Zimbabwe, Danimarca, Malesia, Kenya, Africa Orientale e Bangladesh, terminando il torneo all'ultimo posto
Nel 1990, l'Argentina partecipò al quarto ICC Trophy, limitato a 60 over per squadra, che si svolse nei Paesi Bassi dal 4 al 23 giugno. Questo evento rappresentò la prima edizione del torneo organizzata al di fuori dell'Inghilterra e la prima con un titolo sponsorizzato, noto ufficialmente come Unibind ICC Trophy. La squadra argentina fu inserita nel Gruppo D, insieme a Paesi Bassi, Papua Nuova Guinea, Israele e Hong Kong, non riuscendo a ottenere vittorie nella fase a gironi. Nonostante i risultati negativi nella fase a gironi, l'Argentina partecipò alla competizione di consolazione, il "Plate Competition". In questa fase, la squadra ottenne una vittoria significativa contro l'Africa Orientale, vincendo per 3 wickets con 31 palle rimanenti.
Nel 1995, l'Argentina ospitò e vinse il primo campionato sudamericano, consolidando la sua posizione di leader nella regione. Dal 2000 al 2018, l'Argentina partecipò però al torneo con una squadra "A", composta da giocatori emergenti e in fase di sviluppo, al fine di promuovere il cricket tra i giovani e favorire la crescita del talento locale.
Nel 1994, l'Argentina partecipò al quinto ICC Trophy, un torneo di qualificazione per la Coppa del Mondo di cricket 1996, che si svolse in Kenya dal 12 febbraio al 6 marzo.  La squadra argentina fu inserita nel Gruppo B insieme a squadre come Bangladesh, Stati Uniti, Nigeria, Africa Orientale e Centrale e Fiji, riuscendo ad avere la meglio solamente contro la compagine africana.
Nel 1997, l'Argentina partecipò per l'ultima volta ICC Trophy, che si svolse a Kuala Lumpur, in Malesia, dal 24 marzo al 13 aprile. La squadra argentina fu inserita nel Gruppo B insieme a Bangladesh, Stati Uniti, Nigeria, Africa Orientale e Centrale e Fiji, perdendo tutte le partite e non qualificandosi all'edizione del 2001

### Il nuovo millennio
Nel 2002, l'Argentina ospitò il campionato americano, classificandosi al sesto posto. Nel 2004, la squadra dell'Argentina partecipò a un altro tour, terminando la serie in parità con un risultato di 1–1. Successivamente, nello stesso anno, l'Argentina si piazzò al quinto posto nel Campionato Americano.
Nel 2006, il Campionato Americano venne suddiviso in due divisioni, e l'Argentina fu inserita nella Divisione Due. La squadra vinse il torneo di questa divisione, guadagnando così la promozione alla Divisione Uno, che si disputò in Canada nell'agosto dello stesso anno. L'Argentina concluse il torneo al quinto posto.
L'Argentina si qualificò inizialmente per la Divisione Cinque della World Cricket League, ma in seguito alla sospensione degli Stati Uniti dal cricket internazionale, fu riassegnata alla Divisione Tre. In quel torneo, la squadra argentina giunse al secondo posto, dietro solo all'Uganda, e si qualificò per la Divisione Due, che si disputò a Windhoek, in Namibia.
Nel novembre 2007, l'Argentina partecipò alla Divisione Due dell'ICC World Cricket League in Namibia, dove affrontò squadre come la Danimarca, i padroni di casa della Namibia, l'Oman, gli Emirati Arabi Uniti e l'Uganda, squadra proveniente dalla Divisione Tre. La Divisione Due si rivelò un passo troppo lungo per l'Argentina, che perse tutte le partite del girone e fu sconfitta anche dall'Uganda in uno spareggio per la posizione. Al termine del torneo, l'Argentina si classificò al sesto posto, risultando retrocessa alla Divisione Tre per il torneo del 2009, che si tenne in Argentina dal 24 al 31 gennaio dello stesso anno. Tuttavia, la squadra continuò a lottare, perdendo tutte le partite e terminando all'ultimo posto, il che comportò la retrocessione alla Divisione Quattro.
Nel 2008, l'Argentina si classificò nuovamente al quinto posto, ottenendo una sola vittoria contro il Suriname, una delle squadre di recente entrata nel torneo. L'inclusione dell'allenatore Hamish Barton si rivelò un'ottima scelta, poiché egli contribuì significativamente al successo della squadra, segnando 99 punti senza essere eliminato contro il Canada. La squadra argentina, tuttavia, si congedò dal torneo con una sconfitta in una partita molto combattuta, persa per un solo wicket.
In Divisione Quattro, le difficoltà dell'Argentina proseguirono, con una serie di sconfitte che portarono alla retrocessione in Divisione Cinque. Anche in questa divisione, la squadra perse tutte le partite, e di conseguenza fu retrocessa alla Divisione Sei. La continua discesa nella gerarchia della World Cricket League indicò una perdita significativa di forma per la squadra, con il rischio di una retrocessione ulteriore se la tendenza fosse proseguita.
Nel 2013, l'Argentina partecipò alla Divisione Sei della World Cricket League, classificandosi al quarto posto. In circostanze normali, questo risultato avrebbe comportato la partecipazione alla Divisione Sei anche nel 2015, venendo esclusa dal torneo.

### Status T20 e i primo tour
Nell'aprile 2018, l'ICC ha deciso di concedere lo status completo di Twenty20 International (T20I) a tutti i suoi membri. Pertanto, tutte le partite Twenty20 giocate tra l'Argentina e gli altri membri dell'ICC dal 1° gennaio 2019 hanno lo status T20I.
L'Argentina ha debuttato nel formato Twenty20 International il 3 ottobre 2019, ai campionati sudamericani maschili di cricket T20 2014, vincendo contro il Messico per 9 wickets. L'Argentina concluse la fase a giorni al primo posto qualificandosi così alla finale contro il Messico, vinta per 4 wickets con solo 8 8 palle rimanenti.
Nel 2021, l'Argentina ha partecipato per la prima volta alle qualificazioni per la Coppa del Mondo T20, prendendo parte alla finale della fase regionale dal 7 al 14 novembre ad Antigua, concludendo il torneo al quarto posto e non qualificandosi di conseguenza alla fase globale. Gli argentini vinsero contro Belize e Panama, subendo invece sconfitte contro Bermuda, Canada, Stati Uniti e Bahamas.

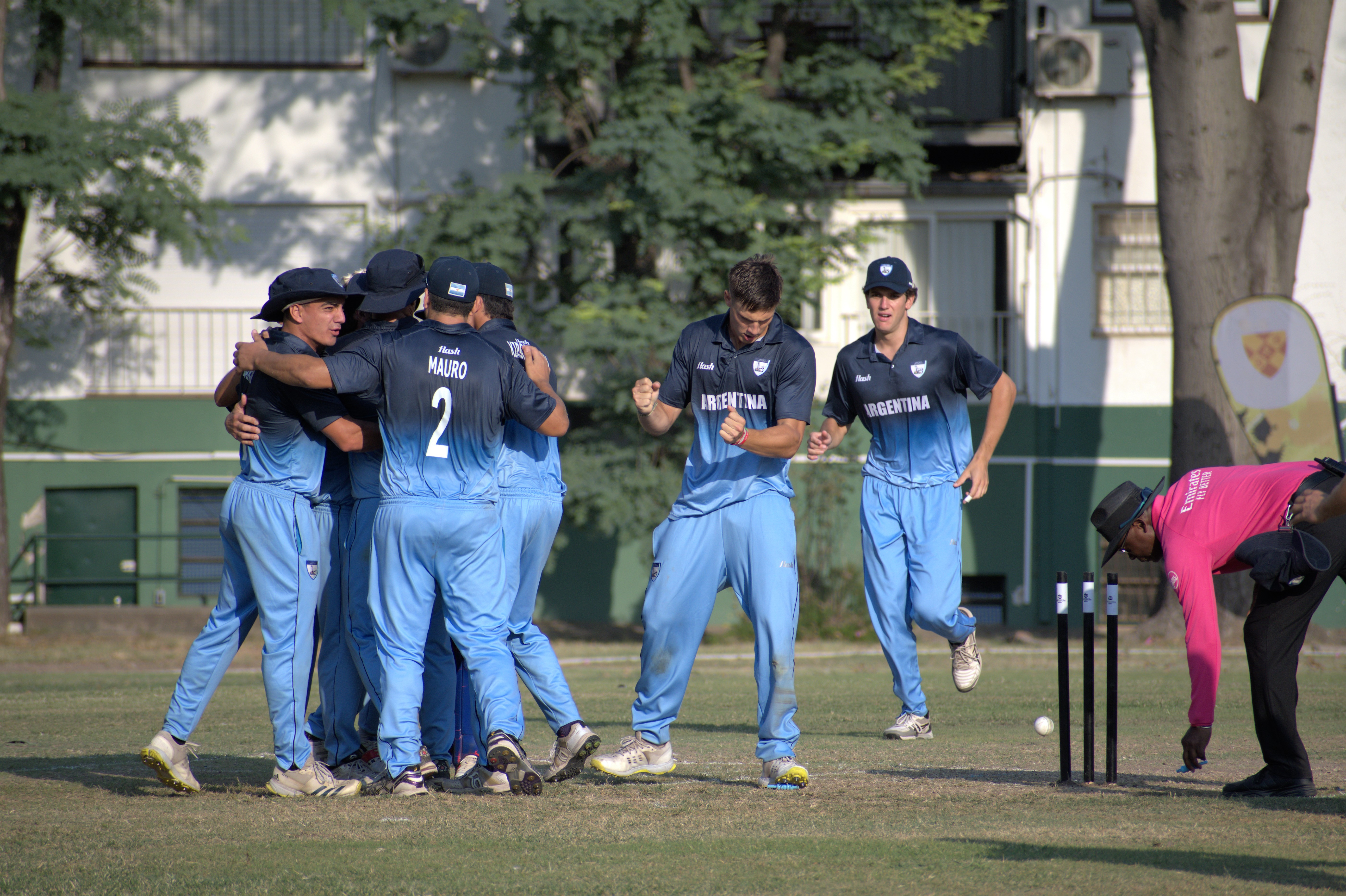
Nazionale argentina nel 2023

Nel febbraio 2023, l'Argentina ospitò le Bermuda per un tour di preparazione verso le qualifiche per la Coppa del Mondo T20, perdendo la serie per 2-0. Pochi giorni dopo, l'Argentina ospitò la fase subregionale delle qualificazioni ai mondiali, tenutasi dal 25 febbraio al 4 marzo a Buenos Aires. L'Argentina venne eliminata concludendo al penultimo posto, avendo la meglio solo contro Bahamas e perdendo contro Bermuda, Panama e Isole Cayman.
Dal 18 ottobre al 23 marzo, l'Argentina ospitò i campionati sudamericani maschili di cricket T20 2023 a Buenos Aires, venendo inserita nel gruppo A con Messico, Cile e Perù, vincendo tutte le partite, qualificandosi per la fase ad eliminazione diretta. Gli argentini ebbero la meglio in semifinale contro la Colombia, vincendo di 41 runs, e in finale contro l'Uruguay, vincendo per 34 runs e laureandosi campioni continentali.
Nel 2024 l'Argentina partecipa ad ottobre ai campionati sudamericani T20 a Buenos Aires in Brasile, terminando la fase a gironi al secondo posto, battendo Cile e Uruguay ma perdendo con Panama, qualificandosi così alla finale per il bronzo, vinta per 8 wickets contro il Messico. Il 2 dicembre la nazionale argentina ospita le Bermuda al Hurlingham Club Ground di Buenos Aires per una partita T20, persa di 42 runs. Dal 6 al 16 dicembre l'Argentina ha ospitato la fase subregionale delle qualificazioni ai mondiali T20 del 2026, concludendo il girone unico al quarto posto, risultando la prima nazionale esclusa dalle finali regionali.

## Albo d'oro

### Campionati sudamericani T20
| Anno   | Round       | Pos.   | GP | W  | L | T | NR |
| ------ | ----------- | ------ | -- | -- | - | - | -- |
| 2019   | Campione    | 1/5    | 5  | 5  | 0 | 0 | 0  |
| 2023   | Campione    | 1/8    | 5  | 5  | 0 | 0 | 0  |
| 2024   | Terzo posto | 3/8    | 4  | 3  | 1 | 0 | 0  |
| Totale | Totale      | Totale | 14 | 13 | 1 | 0 | 0  |

## Statistiche
Partite internazionali – Argentina
Aggiornato al 21 febbraio 2025.
| Record                  |    |    |    |   |      |
| Format                  | M  | W  | L  | T | D/NR |
| Twenty20 Internationals | 28 | 16 | 12 | 0 | 0    |

### T20
Aggiornato al 21 febbraio 2025 
| Nazionale            | P                    | W                    | L                    | T                    | NR                   |
| vs Associate Members | vs Associate Members | vs Associate Members | vs Associate Members | vs Associate Members | vs Associate Members |
| -------------------- | -------------------- | -------------------- | -------------------- | -------------------- | -------------------- |
| Bahamas              | 3                    | 1                    | 2                    | 0                    | 0                    |
| Belize               | 2                    | 2                    | 0                    | 0                    | 0                    |
| Bermuda              | 5                    | 0                    | 5                    | 0                    | 1                    |
| Brasile              | 2                    | 2                    | 0                    | 0                    | 0                    |
| Canada               | 1                    | 0                    | 1                    | 0                    | 0                    |
| Cile                 | 2                    | 2                    | 0                    | 0                    | 0                    |
| Isole Cayman         | 2                    | 0                    | 2                    | 0                    | 0                    |
| Messico              | 5                    | 5                    | 0                    | 0                    | 0                    |
| Panama               | 3                    | 2                    | 1                    | 0                    | 0                    |
| Perù                 | 1                    | 1                    | 0                    | 0                    | 0                    |
| Suriname             | 1                    | 1                    | 0                    | 0                    | 0                    |
| Stati Uniti          | 1                    | 0                    | 1                    | 0                    | 0                    |
| Totale               | 28                   | 16                   | 12                   | 0                    | 0                    |